# Inge Clementová
Inge Clement, (* 26. června 1977 Ostende, Belgie) je bývalá reprezentantka Belgie v judu.

## Sportovní kariéra
S judem začala v 7 letech v rodném městě. Během své sportovní kariéry trénovala pod Jean-Marie Dedeckerem. Patřila mezi velké naděje belgického juda a již v juniorském věku se běžně prala se ženami.
V lehké váze měla jedinou vážnou konkurentku Marisabelle Lombaovou, se kterou svedla v roce 1996 nominační boj o olympijské hry v Atlantě. Neuspěla a od roku 1997 se rozhodla hubnout do nižší váhové kategorie. V pololehké váze hned na první velké akci zazářila. Před domácím publikem ziskala titul mistryně Evropy. Sport jí však znepříjemňovala zákulisní hra o nominaci. Belgická média řešila spory mezi ní a Nicole Flagothierovou. V jejich sporu o nominaci se do značné míry odrážela problematika soužití Valonů (Flagothierová) a Vlámů (Clementová, Goossensová). Medinální masáž ovlivnila její výkonnost a radost ze sportu. Po výbuchu v prvním kole na olympijských hrách v Sydney v roce 2000 dokonce zvlažovala konec kariéry.
V roce 2001 přišel záblesk naděje ziskem druhého titulu mistryně Evropy, ale v témže roce následovalo opět rozčarování na mistrovství světa. V roce 2002 se vdala za Harry Van Barnevelda, založila rodinu a jak se později ukázalo i ukončila sportovní kariéru.

## Výsledky
| Turnaj             | 1992       | 1993       | 1994       | 1995       | 1996       | 1997           | 1998           | 1999           | 2000           | 2001           |
| Turnaj             | 15         | 16         | 17         | 18         | 19         | 20             | 21             | 22             | 23             | 24             |
| Turnaj             | lehká váha | lehká váha | lehká váha | lehká váha | lehká váha | pololehká váha | pololehká váha | pololehká váha | pololehká váha | pololehká váha |
| ------------------ | ---------- | ---------- | ---------- | ---------- | ---------- | -------------- | -------------- | -------------- | -------------- | -------------- |
| Olympijské hry     | —          |            |            |            | —          |                |                |                | úč.            |                |
| Mistrovství světa  |            | úč.        |            | —          |            | —              |                | úč.            |                | úč.            |
| Mistrovství Evropy | —          | —          | —          | 7.         | —          | 1.             | 7.             | —              | 7.             | 1.             |
| ME juniorů         | ?          |            | 2.         |            |            |                |                |                |                |                |
| ME juniorů         | 2.         | 1.         | 3.         | úč.        |            |                |                |                |                |                |